# Manuel Cajuda
Manuel Ventura Cajuda de Sousa (Olhão, 27 luglio 1951) è un allenatore di calcio ed ex calciatore portoghese, di ruolo centrocampista.

## Palmarès

### Giocatore

#### Competizioni nazionali
- Segunda Divisão: 1

Farense: 1982-1983